# Zwitserse warmbloed
De Zwitserse warmbloed is een paardenras in de groep van de warmbloedrassen. Het stamboek werd opgericht in 1950. Het zijn moderne paarden voor de paardensport. De paarden zijn geschikt als rijpaard (dressuur en springen) en koetspaard. Ze zijn zeer verschillend van karakter en ze komen in allerlei effen kleuren voor.
Het paardenras is te traceren tot de tiende eeuw en vindt zijn oorsprong bij de Zwitserse abdij van Einsiedeln, een benedictijnerabdij in Einsiedeln in het kanton Schwyz. Deze marstall bestaat nog steeds en geldt als de oudste nog bestaande paardenfokkerij van Europa.
Tegenwoordig heeft de fokkerij zich verplaatst naar het Haras national suisse, een officieel Zwitserse paardenfokkerij in Avenches in het kanton Vaud. Avenches was al langer een centrum van de Zwitserse paardenfokkerij. Het ras werd vroeger in het Duits ook Einsiedler genoemd. De Italiaanse naam daarvan is 'Cavalli della Madonna'. De nieuwe fokrichting noemt men ook wel de moderne einsiedler.